# Liste der Abgeordneten zum Österreichischen Abgeordnetenhaus (XI. Legislaturperiode)
Diese Liste der Abgeordneten zum Österreichischen Abgeordnetenhaus (XI. Legislaturperiode) listet alle Abgeordneten zum Österreichischen Abgeordnetenhaus während der XI. Legislaturperiode auf. Die Legislaturperiode war in drei Sessionen unterteilt und reichte von 1907 bis 1911. Die drei Sessionen waren die folgenden:
- 17. Juni 1907 bis 4. Februar 1909: XVIII. Session[1]
- 10. März 1909 bis 11. Juli 1909: XIX. Session[2]
- 20. Oktober 1909 bis 20. März 1911: XX. Session[3]

| Name                                 | Fraktion                                                                                                 | Wahlbezirk           | Anmerkung                                                                            |
| ------------------------------------ | --- | -------------------- | ------------------------------------------------------------------------------------ |
| David Abrahamowicz                   | | Galizien 34          | Mandat am 4. März 1909 zurückgelegt                                                  |
| Simon Abram                          | Klub der deutschen Sozialdemokraten                                                                      | Tirol 2              |                                                                                      |
| Victor Adler                         | Klub der deutschen Sozialdemokraten                                                                      | Niederösterreich 20  |                                                                                      |
| Hugo Albrecht                        | Deutscher Nationalverband                                                                                | Mähren (deutsch) 7   |                                                                                      |
| Adolf Anderle                        | Christlichsoziale Vereinigung                                                                            | Niederösterreich 12  |                                                                                      |
| August Ansorge                       | Deutscher Nationalverband (Gruppe der deutschen Agrarpartei)                                             | Böhmen 128           |                                                                                      |
| Karl Auersperg                       | Deutscher Nationalverband (Gruppe der deutschen Agrarpartei)                                             | Krain 12             |                                                                                      |
| Alois Ausobsky                       | Klub der deutschen Sozialdemokraten                                                                      | Steiermark 5         |                                                                                      |
| Ludvík Aust                          | Klub der böhmischen Sozialdemokraten                                                                     | Böhmen 19            |                                                                                      |
| Augusto Avancini                     | Gruppe der italienischen Sozialdemokraten                                                                | Tirol 6              |                                                                                      |
| Julius Axmann                        | fraktionslos                                                                                             | Niederösterreich 14  |                                                                                      |
| Adolf Bachmann                       | Deutscher Nationalverband                                                                                | Böhmen 92            |                                                                                      |
| Lew Baczyńskyj                       | Ruthenenklub                                                                                             | Galizien 59          |                                                                                      |
| Josef Baechlé                        | Christlichsoziale Vereinigung                                                                            | Niederösterreich 2   |                                                                                      |
| Dušan Baljak                         | Verband der Südslawen                                                                                    | Dalmatien 2          |                                                                                      |
| Josef Barth                          | Klub der deutschen Sozialdemokraten                                                                      | Böhmen 104           | am 19. Mai 1910 verstorben                                                           |
| Matteo Bartoli                       | Klub der liberalen Italiener                                                                             | Istrien 2            |                                                                                      |
| Roger Battaglia                      | Polenklub                                                                                                | Galizien 16          |                                                                                      |
| Matthäus Bauchinger                  | Christlichsoziale Vereinigung                                                                            | Niederösterreich 48  |                                                                                      |
| Georg Baumgartner                    | Christlichsoziale Vereinigung                                                                            | Oberösterreich 18    |                                                                                      |
| Cölestin Baumgartner                 | Christlichsoziale Vereinigung                                                                            | Oberösterreich 21    |                                                                                      |
| Karel Baxa                           | Vereinigung der böhmischen nationalsozialen, radikalfortschrittlichen und staatsrechtlichen Abgeordneten | Böhmen 1             |                                                                                      |
| Heinrich Beer                        | Klub der deutschen Sozialdemokraten                                                                      | Böhmen 83            |                                                                                      |
| Franz Bellegarde                     | Rumänenklub                                                                                              | Bukowina 10          | Mandatsniederlegung am 14. September 1910                                            |
| Josef Bendel                         | Deutscher Nationalverband                                                                                | Mähren (deutsch) 6   |                                                                                      |
| Ivo Benkovič                         | Slowenischer Klub                                                                                        | Steiermark 29        |                                                                                      |
| Ferdinand Berger                     | Christlichsoziale Vereinigung                                                                            | Steiermark 22        |                                                                                      |
| Rudolf Bergmann                      | Klub der böhmischen Agrarier                                                                             | Böhmen 34            | Mandatsniederlegung am 26. November 1909                                             |
| Josef Bernkopf                       | Deutscher Nationalverband (Gruppe der deutschen Agrarpartei)                                             | Böhmen 127           |                                                                                      |
| Franz Bernt                          | Deutscher Nationalverband (deutschradikale Gruppe)                                                       | Böhmen 112           |                                                                                      |
| Franz Beutel                         | Klub der deutschen Sozialdemokraten                                                                      | Böhmen 109           |                                                                                      |
| Stanisław Biały                      | Polenklub                                                                                                | Galizien 52          |                                                                                      |
| Juraj Biankini                       | Verband der Südslawen                                                                                    | Dalmatien 10         |                                                                                      |
| Hermann Bielohlawek                  | Christlichsoziale Vereinigung                                                                            | Niederösterreich 3   |                                                                                      |
| Stanislaus Bieniowski                | Polenklub                                                                                                | Galizien 70          |                                                                                      |
| Franciszek Biesiadecki               | Polenklub                                                                                                | Galizien 34          | Am 30. Juni 1909 als Nachfolger von David Abrahamowicz gewählt                       |
| Leon Biliński                        | Polenklub                                                                                                | Galizien 21          |                                                                                      |
| František Biňovec                    | Klub der böhmischen Sozialdemokraten                                                                     | Böhmen 36            |                                                                                      |
| Michailo Bjeladinović                | Verband der Südslawen                                                                                    | Dalmatien 11         | am 27. Oktober 1910 verstorben                                                       |
| Franz Blöchl                         | Christlichsoziale Vereinigung                                                                            | Oberösterreich 14    | am 22. Februar 1909 verstorben, Nachfolger Johann Nepomuk Hauser                     |
| Jakub Bojko                          | Polenklub                                                                                                | Galizien 44          |                                                                                      |
| Antoni Bomba                         | Polenklub                                                                                                | Galizien 52          |                                                                                      |
| Wenzel Bösmüller                     | Klub der deutschen Sozialdemokraten                                                                      | Böhmen 77            |                                                                                      |
| Josef Brdlik                         | Böhmischer Klub                                                                                          | Böhmen 18            |                                                                                      |
| Ernst Breiter                        | fraktionslos                                                                                             | Galizien 2           |                                                                                      |
| Ludwig Bretschneider                 | Klub der deutschen Sozialdemokraten                                                                      | Niederösterreich 43  |                                                                                      |
| Josef Brunner                        | Deutscher Nationalverband (Gruppe der deutschen Agrarpartei)                                             | Mähren (deutsch) 19  |                                                                                      |
| Franz Budig                          | Christlichsoziale Vereinigung                                                                            | Mähren (deutsch) 18  |                                                                                      |
| Wiačesław Budzynowskyi               | Ruthenenklub                                                                                             | Galizien 60          |                                                                                      |
| Giuseppe Bugatto                     | Italienische Volkspartei                                                                                 | Görz 4               |                                                                                      |
| Franciszek Bujak                     | Polenklub                                                                                                | Galizien 40          |                                                                                      |
| Josef Bukvaj                         | Klub der böhmischen Agrarier                                                                             | Böhmen 71            |                                                                                      |
| Frane Bulić                          | | Dalmatien 6          | Mandatsniederlegung am 24. Februar 1910                                              |
| Hynek Bulin                          | Böhmischer Klub (Hospitant)                                                                              | Mähren (böhmisch) 11 |                                                                                      |
| František Buříval                    | Vereinigung der böhmischen nationalsozialen, radikalfortschrittlichen und staatsrechtlichen Abgeordneten | Böhmen 13            |                                                                                      |
| Józef Buzek                          | Polenklub                                                                                                | Galizien 6           |                                                                                      |
| Ladislav Čech                        | Böhmischer Klub                                                                                          | Böhmen 2             |                                                                                      |
| Gregor Cegliński                     | Ruthenenklub                                                                                             | Galizien 61          |                                                                                      |
| Longin Cehelskyj                     | Ruthenenklub                                                                                             | Galizien 60          | am 24. November 1910 für Heinrich Gabel angelobt                                     |
| Jaromír Čelakovský                   | Böhmischer Klub                                                                                          | Böhmen 21            |                                                                                      |
| Karel Černohorský                    | Böhmischer Klub                                                                                          | Böhmen 4             | Mandatsverzicht in der Sitzung am 10. März 1909 verkündet                            |
| Vilém Černý                          | Klub der böhmischen Sozialdemokraten                                                                     | Böhmen 12            |                                                                                      |
| František Chaloupka                  | Klub der böhmischen Agrarier                                                                             | Böhmen 44            |                                                                                      |
| Karl Chiari                          | Deutscher Nationalverband                                                                                | Mähren (deutsch) 8   |                                                                                      |
| Václav Choc                          | Vereinigung der böhmischen nationalsozialen, radikalfortschrittlichen und staatsrechtlichen Abgeordneten | Böhmen 10            |                                                                                      |
| Tomasz Ciagło                        | Polenklub                                                                                                | Galizien 48          |                                                                                      |
| Petr Cingr                           | Klub der böhmischen Sozialdemokraten                                                                     | Schlesien 6          |                                                                                      |
| Josef Čipera                         | Böhmischer Klub                                                                                          | Böhmen 14            |                                                                                      |
| Enrico Conci                         | Italienische Volkspartei                                                                                 | Tirol 25             |                                                                                      |
| Ladislav Czaykowski                  | Polenklub                                                                                                | Galizien 61          |                                                                                      |
| Hans Damm                            | Deutscher Nationalverband (Gruppe der deutschen Agrarpartei)                                             | Böhmen 113           |                                                                                      |
| Ignacy Daszyński                     | Klub der polnischen Sozialdemokraten                                                                     | Schlesien 15         | am 19. Dezember 1907 an Stelle von Reger Tadeusz                                     |
| Anton David                          | Klub der deutschen Sozialdemokraten                                                                      | Niederösterreich 27  |                                                                                      |
| Basilus Dawydiak                     | Altruthenischer Klub                                                                                     | Galizien 57          |                                                                                      |
| Ladislaus Dębski                     | Polenklub                                                                                                | Galizien 63          |                                                                                      |
| Baldassare Delugan                   | Italienische Volkspartei                                                                                 | Tirol 24             |                                                                                      |
| Heinrich d’Elvert                    | Deutscher Nationalverband                                                                                | Mähren (deutsch) 2   |                                                                                      |
| Leonhard Demel von Elswehr           | Deutscher Nationalverband                                                                                | Schlesien 4          |                                                                                      |
| Franz Demšar                         | Slowenischer Klub                                                                                        | Krain 4              |                                                                                      |
| Julius Derschatta                    | Deutscher Nationalverband                                                                                | Steiermark 2         | bis 1909                                                                             |
| Hermann Diamand                      | Klub der polnischen Sozialdemokraten                                                                     | Galizien 3           |                                                                                      |
| Adolf Dietzins                       | Polenklub                                                                                                | Galizien 22          |                                                                                      |
| Leopold Diwald                       | Christlichsoziale Vereinigung                                                                            | Niederösterreich 57  | 1909 als Ersatz für Josef Kühschelm angelobt                                         |
| Stanislaus Dnistriańskyj             | Ruthenenklub                                                                                             | Galizien 62          |                                                                                      |
| Josef Wolfgang Dobernig              | Deutscher Nationalverband                                                                                | Kärnten 1            |                                                                                      |
| Ludwig Dobija                        | Polenklub                                                                                                | Galizien 36          |                                                                                      |
| Josef Doblhofer                      | Christlichsoziale Vereinigung                                                                            | Oberösterreich 9     |                                                                                      |
| Franz Dorfmann                       | Christlichsoziale Vereinigung                                                                            | Tirol 13             | Mandatsniederlegung am 24. August 1909                                               |
| Albin Dötsch                         | Klub der deutschen Sozialdemokraten                                                                      | Böhmen 118           |                                                                                      |
| Karl Drexel                          | Christlichsoziale Vereinigung                                                                            | Vorarlberg 1         |                                                                                      |
| Franz Drtina                         | Böhmischer Klub (Hospitant)                                                                              | Böhmen 24            |                                                                                      |
| Ladislaus Dulęba                     | Polenklub                                                                                                | Galizien 29          | *                                                                                    |
| Ante Dulibić                         | Slowenischer Klub (Kroatischer Klub)                                                                     | Dalmatien 3          |                                                                                      |
| Josef Dürich                         | Klub der böhmischen Agrarier                                                                             | Böhmen 38            |                                                                                      |
| Adalbert Dzieduszycki                | | Galizien 26          | am 23. März 1909 verstorben                                                          |
| Alfred Ebenhoch                      | Christlichsoziale Vereinigung                                                                            | Oberösterreich 11    |                                                                                      |
| August Einspinner                    | Deutscher Nationalverband                                                                                | Steiermark 8         |                                                                                      |
| Josef Eisenhut                       | Christlichsoziale Vereinigung                                                                            | Niederösterreich 56  |                                                                                      |
| Johann Eisterer                      | Christlichsoziale Vereinigung                                                                            | Oberösterreich 10    |                                                                                      |
| Matthias Elderich                    | Klub der deutschen Sozialdemokraten                                                                      | Schlesien 3          |                                                                                      |
| Wilhelm Ellenbogen                   | Klub der deutschen Sozialdemokraten                                                                      | Niederösterreich 32  |                                                                                      |
| Leopold Erb                          | Deutscher Nationalverband                                                                                | Oberösterreich 4     |                                                                                      |
| Luigi Faidutti                       | Italienische Volkspartei                                                                                 | Görz 5               |                                                                                      |
| Bartłomiej Fidler                    | Polenklub                                                                                                | Galizien 51          |                                                                                      |
| František Fiedler                    | Böhmischer Klub                                                                                          | Böhmen 16            |                                                                                      |
| Matjas Fijak                         | Polenklub                                                                                                | Galizien 38          |                                                                                      |
| Jan Filipinský                       | Klub der böhmischen Sozialdemokraten                                                                     | Mähren (böhmisch) 24 |                                                                                      |
| Karl Fisslthaler                     | Christlichsoziale Vereinigung                                                                            | Niederösterreich 60  |                                                                                      |
| Jodok Fink                           | Christlichsoziale Vereinigung                                                                            | Vorarlberg 2         |                                                                                      |
| Karel Folber                         | Klub der böhmischen Sozialdemokraten                                                                     | Böhmen 51            |                                                                                      |
| Josef Folis                          | Ruthenenklub                                                                                             | Galizien 64          |                                                                                      |
| Josip Fon                            | Slowenischer Klub                                                                                        | Görz 2               |                                                                                      |
| August Forstner                      | Klub der deutschen Sozialdemokraten                                                                      | Niederösterreich 25  |                                                                                      |
| Josef Fořt                           | Böhmischer Klub                                                                                          | Böhmen 28            |                                                                                      |
| Václav Fresl                         | Vereinigung der böhmischen nationalsozialen, radikalfortschrittlichen und staatsrechtlichen Abgeordneten | Böhmen 15            |                                                                                      |
| Leo Freundlich                       | Klub der deutschen Sozialdemokraten                                                                      | Mähren (deutsch) 16  |                                                                                      |
| Johann Frick                         | Christlichsoziale Vereinigung                                                                            | Tirol 16             |                                                                                      |
| Franz Fuchs                          | Christlichsoziale Vereinigung                                                                            | Oberösterreich 13    |                                                                                      |
| Viktor Fuchs                         | Christlichsoziale Vereinigung                                                                            | Salzburg 7           |                                                                                      |
| Alois Funke                          | Deutscher Nationalverband                                                                                | Böhmen 80            | am 23. Jänner 1911 verstorben                                                        |
| Heinrich Gabel                       | Jüdischer Klub                                                                                           | Galizien 60          | am 30. Juli 1910 verstorben                                                          |
| Rudolf Gall                          | Polenklub                                                                                                | Galizien 15          |                                                                                      |
| Philipp Geissler                     | Christlichsoziale Vereinigung                                                                            | Steiermark 15        |                                                                                      |
| Guido Gentili                        | Italienische Volkspartei                                                                                 | Tirol 21             |                                                                                      |
| Ludomił German                       | Polenklub                                                                                                | Galizien 20          |                                                                                      |
| Albert Gessmann                      | Christlichsoziale Vereinigung                                                                            | Niederösterreich 38  |                                                                                      |
| Stanisław Głąbiński                  | Polenklub                                                                                                | Galizien 4           |                                                                                      |
| Otto Glöckl                          | Klub der deutschen Sozialdemokraten                                                                      | Böhmen 89            |                                                                                      |
| Adolf Glöckner                       | Deutscher Nationalverband (deutschradikale Gruppe)                                                       | Böhmen 104           | am 24. November 1910 für Josef Barth angelobt                                        |
| Josef Gold                           | Polenklub                                                                                                | Galizien 33          |                                                                                      |
| Josef Goll                           | Deutscher Nationalverband (Gruppe der deutschen Agrarpartei)                                             | Böhmen 130           |                                                                                      |
| Anton Górski                         | Polenklub                                                                                                | Galizien 23          |                                                                                      |
| Josip Gostinčar                      | Slowenischer Klub                                                                                        | Krain 6              |                                                                                      |
| Franz Grafenauer                     | Slowenischer Klub                                                                                        | Kärnten 3            |                                                                                      |
| Franz Grafinger                      | Christlichsoziale Vereinigung                                                                            | Oberösterreich 19    |                                                                                      |
| Johann Gratz                         | Christlichsoziale Vereinigung                                                                            | Tirol 10             |                                                                                      |
| Anton Gregorčič                      | Slowenischer Klub                                                                                        | Görz 6               |                                                                                      |
| Gheorghe Grigorovici                 | Klub der deutschen Sozialdemokraten                                                                      | Bukowina 2           |                                                                                      |
| Josef Grim                           | Christlichsoziale Vereinigung                                                                            | Niederösterreich 46  |                                                                                      |
| Adolf Groß                           | fraktionslos                                                                                             | Galizien 12          |                                                                                      |
| Gustav Groß                          | Deutscher Nationalverband                                                                                | Mähren (deutsch) 4   |                                                                                      |
| Wenzel Grössl                        | Deutscher Nationalverband (Gruppe der deutschen Agrarpartei)                                             | Böhmen 124           | am 2. Oktober 1910 verstorben                                                        |
| Rudolf Gruber                        | Christlichsoziale Vereinigung                                                                            | Niederösterreich 50  |                                                                                      |
| Josef Gruber                         | Klub der deutschen Sozialdemokraten                                                                      | Oberösterreich 2     |                                                                                      |
| Atanas Guggenberg                    | Christlichsoziale Vereinigung                                                                            | Tirol 4              |                                                                                      |
| Otto Günther                         | Deutscher Nationalverband                                                                                | Schlesien 5          |                                                                                      |
| Gustav Habrmann                      | Klub der böhmischen Sozialdemokraten                                                                     | Böhmen 52            |                                                                                      |
| Theodor Hackenberg                   | Klub der deutschen Sozialdemokraten                                                                      | Niederösterreich 37  |                                                                                      |
| Franz Hagenhofer                     | Christlichsoziale Vereinigung                                                                            | Steiermark 23        |                                                                                      |
| Antonín Hajn                         | Vereinigung der böhmischen nationalsozialen, radikalfortschrittlichen und staatsrechtlichen Abgeordneten | Böhmen 23            |                                                                                      |
| Josef Hannich                        | Klub der deutschen Sozialdemokraten                                                                      | Böhmen 99            |                                                                                      |
| Ferdinand Hanusch                    | Klub der deutschen Sozialdemokraten                                                                      | Böhmen 102           |                                                                                      |
| Stanisław Hanusiak                   | Polenklub                                                                                                | Galizien 36          |                                                                                      |
| Johann Harnek                        | Polenklub                                                                                                | Galizien 50          |                                                                                      |
| Johann Nepomuk Hauser                | Christlichsoziale Vereinigung                                                                            | Oberösterreich 14    |                                                                                      |
| Alois Heilinger                      | Christlichsoziale Vereinigung                                                                            | Niederösterreich 16  |                                                                                      |
| Franz Heilmayer                      | Christlichsoziale Vereinigung                                                                            | Salzburg 4           |                                                                                      |
| Josef Herold                         | Deutscher Nationalverband (deutschradikale Gruppe)                                                       | Böhmen 84            |                                                                                      |
| Richard Herzmansky                   | Deutscher Nationalverband (Gruppe der deutschen Agrarpartei)                                             | Schlesien 10         |                                                                                      |
| Nikolaus Hlibowizki                  | Altruthenischer Klub                                                                                     | Galizien 63          |                                                                                      |
| Janko Hočevar                        | Slowenischer Klub                                                                                        | Krain 9              |                                                                                      |
| Paul Hock                            | fraktionslos                                                                                             | Niederösterreich 17  |                                                                                      |
| Vinzenz Hofmann                      | Deutscher Nationalverband (Gruppe der deutschen Agrarpartei)                                             | Böhmen 122           |                                                                                      |
| Paul Hofmann von Wellenhof           | Deutscher Nationalverband                                                                                | Steiermark 1         |                                                                                      |
| Karl Höger                           | Klub der deutschen Sozialdemokraten                                                                      | Steiermark 4         |                                                                                      |
| Karel Holý                           | Klub der böhmischen Agrarier                                                                             | Böhmen 69            |                                                                                      |
| Alois Höher                          | Christlichsoziale Vereinigung                                                                            | Niederösterreich 61  |                                                                                      |
| Josef Holzhammer                     | Klub der deutschen Sozialdemokraten                                                                      | Tirol 1              |                                                                                      |
| Josef Hölzl                          | Christlichsoziale Vereinigung                                                                            | Tirol 13             | am 3. Juni 1910 für Franz Dorfmann angelobt                                          |
| Alexander von Hormuzaki              | Rumänenklub                                                                                              | Bukowina 12          |                                                                                      |
| Heinrich Hornof                      | Klub der böhmischen Sozialdemokraten                                                                     | Böhmen 35            |                                                                                      |
| Rudolf Horský                        | Böhmischer katholisch-nationaler Klub                                                                    | Böhmen 43            |                                                                                      |
| Jan Wladimír Hráský                  | Böhmischer Klub                                                                                          | Böhmen 25            |                                                                                      |
| Ivan Hribar                          | Verband der Südslawen                                                                                    | Krain 1              |                                                                                      |
| Mořic Hruban                         | Böhmischer katholisch-nationaler Klub                                                                    | Mähren (böhmisch) 17 |                                                                                      |
| Franz Huber                          | Christlichsoziale Vereinigung                                                                            | Niederösterreich 52  |                                                                                      |
| Franz Huber                          | Christlichsoziale Vereinigung                                                                            | Steiermark 17        |                                                                                      |
| Antonín Hubka                        | Vereinigung der böhmischen nationalsozialen, radikalfortschrittlichen und staatsrechtlichen Abgeordneten | Böhmen 31            |                                                                                      |
| Josef Hudec                          | Klub der böhmischen Sozialdemokraten                                                                     | Böhmen 17            |                                                                                      |
| Josef Hudec                          | Kub der polnischen Sozialdemokraten                                                                      | Galizien 7           |                                                                                      |
| Anton Hueber                         | Deutscher Nationalverband                                                                                | Salzburg 3           |                                                                                      |
| Johann Husak                         | Deutscher Nationalverband                                                                                | Böhmen 82            |                                                                                      |
| Josef Hybeš                          | Klub der böhmischen Sozialdemokraten                                                                     | Mähren (böhmisch) 2  |                                                                                      |
| Josef Hyrš                           | Klub der böhmischen Agrarier                                                                             | Böhmen 64            |                                                                                      |
| Karl Iro                             | Alldeutsche Gruppe                                                                                       | Böhmen 120           |                                                                                      |
| Konstantin Isopescul-Grecul          | Rumänenklub                                                                                              | Bukowina 11          |                                                                                      |
| Frano Ivanišević                     | Slowenischer Klub (Kroatischer Klub)                                                                     | Dalmatien 5          |                                                                                      |
| Vicko Ivčević                        | Verband der Südslawen                                                                                    | Dalmatien 4          |                                                                                      |
| Wincenty Jabłoński                   | Polenklub                                                                                                | Galizien 25          |                                                                                      |
| Józef Jachowicz                      | Polenklub                                                                                                | Galizien 47          |                                                                                      |
| Edmund Jäger                         | Alldeutsche Gruppe                                                                                       | Böhmen 91            |                                                                                      |
| Fran Jaklič                          | Slowenischer Klub                                                                                        | Krain 10             |                                                                                      |
| Rudolf Jaroš                         | Klub der böhmischen Sozialdemokraten                                                                     | Böhmen 48            |                                                                                      |
| Eugen Jarr                           | Slowenischer Klub                                                                                        | Krain 11             | am 24. November 1910 für Suklje angelobt, gewählt am 18. Oktober 1910                |
| Karl Jedek                           | Christlichsoziale Vereinigung                                                                            | Niederösterreich 62  |                                                                                      |
| Franz Jesser                         | Deutscher Nationalverband (Gruppe der deutschen Agrarpartei)                                             | Böhmen 111           |                                                                                      |
| Vinko Ježovnik                       | Verband der Südslawen                                                                                    | Steiermark 30        | am 20. April 1910 verstorben                                                         |
| Václav Johanis                       | Klub der böhmischen Sozialdemokraten                                                                     | Böhmen 32            |                                                                                      |
| Carl Jukel                           | Christlichsoziale Vereinigung                                                                            | Niederösterreich 49  |                                                                                      |
| Josef Množislav Kadlčák              | Böhmischer katholisch-nationaler Klub                                                                    | Mähren (böhmisch) 18 |                                                                                      |
| August Kaiser                        | Deutscher Nationalverband (Gruppe der deutschen Agrarpartei)                                             | Schlesien 7          | am 7. April 1908 verstorben                                                          |
| Antonín Kalina                       | Vereinigung der böhmischen nationalsozialen, radikalfortschrittlichen und staatsrechtlichen Abgeordneten | Böhmen 30            |                                                                                      |
| Josef Kasper                         | Deutscher Nationalverband (deutschradikale Gruppe)                                                       | Böhmen 129           |                                                                                      |
| Jan Kaftan                           | Böhmischer Klub                                                                                          | Böhmen 5             | am 22. April 1909 verstorben                                                         |
| August Maria Kemetter                | Christlichsoziale Vereinigung                                                                            | Niederösterreich 51  |                                                                                      |
| Anton Keschmann                      | Deutscher Nationalverband (Gruppe der deutschen Agrarpartei)                                             | Bukowina 4           |                                                                                      |
| Josef Kienzl                         | Christlichsoziale Vereinigung                                                                            | Tirol 15             |                                                                                      |
| Franz Kindermann                     | Deutscher Nationalverband                                                                                | Böhmen 100           |                                                                                      |
| Karl Kirchmayer                      | Deutscher Nationalverband (Gruppe der deutschen Agrarpartei)                                             | Kärnten 7            |                                                                                      |
| Gregor Kletzenbauer                  | Deutscher Nationalverband (Gruppe der deutschen Agrarpartei)                                             | Böhmen 125           |                                                                                      |
| Hynek Klička                         | Klub der böhmischen Sozialdemokraten                                                                     | Böhmen 54            |                                                                                      |
| Václav Jaroslav Klofáč               | Vereinigung der böhmischen nationalsozialen, radikalfortschrittlichen und staatsrechtlichen Abgeordneten | Böhmen 26            |                                                                                      |
| Alexander Kolessa                    | Ruthenenklub                                                                                             | Galizien 69          |                                                                                      |
| Henryk Kolischer                     | Polenklub                                                                                                | Galizien 17          |                                                                                      |
| Leopold Kolowrat-Krakowsky           | Deutscher Nationalverband (Gruppe der deutschen Agrarpartei)                                             | Böhmen 121           | am 19. März 1910 verstorben                                                          |
| Johann Kopp                          | Deutscher Nationalverband (deutschradikale Gruppe)                                                       | Mähren (deutsch) 17  |                                                                                      |
| Adam Kopyciński                      | Polenklub                                                                                                | Galizien 44          |                                                                                      |
| Mychajło Korol                       | Altruthenischer Klub                                                                                     | Galizien 62          |                                                                                      |
| Anton Korošec                        | Slowenischer Klub                                                                                        | Steiermark 28        |                                                                                      |
| Witold Korytowski                    | Polenklub                                                                                                | Galizien 19          |                                                                                      |
| Václav Kotlář                        | Klub der böhmischen Agrarier                                                                             | Böhmen 37            |                                                                                      |
| Josef Kotlář                         | Klub der böhmischen Agrarier                                                                             | Böhmen 40            |                                                                                      |
| Wladimir Kozłowski-Bolesta           | Polenklub                                                                                                | Galizien 67          |                                                                                      |
| Karel Kramář                         | Böhmischer Klub                                                                                          | Böhmen 33            |                                                                                      |
| František Kratochvíl                 | Böhmischer Klub                                                                                          | Böhmen 20            |                                                                                      |
| Vinzenz Kraus                        | Deutscher Nationalverband (deutschradikale Gruppe)                                                       | Böhmen 78            |                                                                                      |
| Johann Kreilmeir                     | Christlichsoziale Vereinigung                                                                            | Oberösterreich 16    |                                                                                      |
| Janez Evangelist Krek                | Slowenischer Klub                                                                                        | Krain 5              |                                                                                      |
| Franciszek Krempa                    | Polenklub                                                                                                | Galizien 45          |                                                                                      |
| Johann Krenn                         | Christlichsoziale Vereinigung                                                                            | Steiermark 20        |                                                                                      |
| Paul Krennwallner                    | Christlichsoziale Vereinigung                                                                            | Salzburg 5           |                                                                                      |
| Otto Kroy                            | Deutscher Nationalverband (Deutschradikale Gruppe)                                                       | Böhmen 85            |                                                                                      |
| Eduard Krupka                        | Polenklub                                                                                                | Galizien 38          |                                                                                      |
| Peter Krützner                       | Deutscher Nationalverband (Gruppe der deutschen Agrarpartei)                                             | Böhmen 106           |                                                                                      |
| Anton Kuchyňka                       | Böhmischer katholisch-nationaler Klub                                                                    | Mähren (böhmisch) 28 |                                                                                      |
| Wenzel Kuhn                          | Christlichsoziale Vereinigung                                                                            | Niederösterreich 31  |                                                                                      |
| Josef Kühschelm                      | Christlichsoziale Vereinigung                                                                            | Niederösterreich 57  | am 11. Jänner 1908 verstorben                                                        |
| Vojtěch Kulp                         | Böhmischer Klub                                                                                          | Mähren (böhmisch) 5  |                                                                                      |
| Ryszard Paweł Kunicki                | Klub der polnischen Sozialdemokraten                                                                     | Schlesien 13         |                                                                                      |
| Leopold Kunschak                     | Christlichsoziale Vereinigung                                                                            | Niederösterreich 28  |                                                                                      |
| Kamill Kuranda                       | fraktionslos                                                                                             | Niederösterreich 1   |                                                                                      |
| Wladimir Kuryłowicz                  | fraktionslos (früher Altruthenischer Klub)                                                               | Galizien 51          |                                                                                      |
| Franz Kutscher                       | Deutscher Nationalverband (Gruppe der deutschen Agrarpartei)                                             | Böhmen 107           |                                                                                      |
| Matko Laginja                        | Verband der Südslawen                                                                                    | Istrien 5            |                                                                                      |
| Nikolaus Łahodzyńskyj                | Ruthenenklub                                                                                             | Galizien 55          |                                                                                      |
| Josef Lang                           | Christlichsoziale Vereinigung                                                                            | Oberösterreich 8     |                                                                                      |
| Philipp von Langenhan                | Deutscher Nationalverband                                                                                | Böhmen 98            | am 21. März 1911 für Pergelt angelobt, am 16. März 1911 gewählt                      |
| Emanuele Lanzerotti                  | Italienische Volkspartei                                                                                 | Tirol 19             |                                                                                      |
| Stanisław Łazarski                   | Polenklub                                                                                                | Galizien 18          |                                                                                      |
| Otto Lecher                          | Deutscher Nationalverband                                                                                | Mähren (deutsch) 1   |                                                                                      |
| Alois Lechner                        | Christlichsoziale Vereinigung                                                                            | Niederösterreich 63  |                                                                                      |
| Eugen Lewickyj                       | Ruthenenklub                                                                                             | Galizien 59          |                                                                                      |
| Kost'Lewyckyj                        | Ruthenenklub                                                                                             | Galizien 66          |                                                                                      |
| Emil von Leys-Paschpach              | Christlichsoziale Vereinigung                                                                            | Tirol 14             |                                                                                      |
| Stephan Licht                        | Deutscher Nationalverband                                                                                | Mähren (deutsch) 10  |                                                                                      |
| Herman Lieberman                     | Klub der deutschen Sozialdemokraten                                                                      | Galizien 13          |                                                                                      |
| Aloys Prinz von und zu Liechtenstein | Christlichsoziale Vereinigung                                                                            | Niederösterreich 29  |                                                                                      |
| Karl List                            | Christlichsoziale Vereinigung                                                                            | Niederösterreich 64  |                                                                                      |
| Čeněk Josef Lisý                     | Vereinigung der böhmischen nationalsozialen, radikalfortschrittlichen und staatsrechtlichen Abgeordneten | Böhmen 39            |                                                                                      |
| Nathan Löwenstein von Opoka          | Polenklub                                                                                                | Galizien 27          |                                                                                      |
| Franz Loser                          | Christlichsoziale Vereinigung                                                                            | Vorarlberg 3         |                                                                                      |
| Józef Londzin                        | Polenklub                                                                                                | Schlesien 14         |                                                                                      |
| Rudolf Lössl                         | Deutscher Nationalverband (deutschradikale Gruppe)                                                       | Böhmen 88            |                                                                                      |
| Dominik Löw                          | Klub der deutschen Sozialdemokraten                                                                      | Böhmen 115           |                                                                                      |
| Andrzej Lubomirski                   | Polenklub                                                                                                | Galizien 47          |                                                                                      |
| Karl Lueger                          | Christlichsoziale Vereinigung                                                                            | Niederösterreich 23  | am 10. März 1910 verstorben                                                          |
| Julius Lukas                         | Klub der deutschen Sozialdemokraten                                                                      | Kärnten 2            |                                                                                      |
| Anton Łukaszewicz von Luk            | Klub der Bukowinaer Ruthenen                                                                             | Bukowina 7           |                                                                                      |
| Josef Luksch                         | Deutscher Nationalverband (Gruppe der deutschen Agrarpartei)                                             | Mähren (deutsch) 12  |                                                                                      |
| Marek Łuszckiewicz                   | Polenklub                                                                                                | Galizien 37          |                                                                                      |
| Jakób Madej                          | Polenklub                                                                                                | Galizien 49          |                                                                                      |
| Arthur Mahler                        | Jüdischer Klub                                                                                           | Galizien 69          |                                                                                      |
| Valeriano Malfatti                   | Klub der liberalen Italiener                                                                             | Tirol 7              |                                                                                      |
| Vinzenz Malik                        | Alldeutsche Gruppe                                                                                       | Steiermark 10        |                                                                                      |
| Matko Mandić                         | Verband der Südslawen                                                                                    | Istrien 4            |                                                                                      |
| Francesco Marani                     | Klub der liberalen Italiener                                                                             | Görz 1               | Mandatsniederlegung am 17. März 1910                                                 |
| Richard Marckhl                      | Deutscher Nationalverband                                                                                | Steiermark 11        |                                                                                      |
| Dmitrij Marków                       | fraktionslos                                                                                             | Galizien 65          |                                                                                      |
| Tomáš Garrigue Masaryk               | Böhmischer Klub (Hospitant)                                                                              | Mähren (böhmisch) 4  |                                                                                      |
| František Maśata                     | Klub der böhmischen Agrarier                                                                             | Böhmen 34            | am 15. März 1910 für Rudolf Bergmann angelobt                                        |
| Anton Maślanka                       | Polenklub                                                                                                | Galizien 64          |                                                                                      |
| Jindřich Maštálka                    | Böhmischer Klub                                                                                          | Böhmen 22            |                                                                                      |
| Josef Mayer                          | Deutscher Nationalverband (Gruppe der deutschen Agrarpartei)                                             | Böhmen 121           | am 14. Juni 1910 für Leopold Kolowrat-Krakowsky angelobt                             |
| Johann Mayer                         | Christlichsoziale Vereinigung                                                                            | Niederösterreich 53  |                                                                                      |
| Michael Mayr                         | Christlichsoziale Vereinigung                                                                            | Tirol 3              |                                                                                      |
| Tomáš Mazanec                        | Klub der böhmischen Agrarier                                                                             | Böhmen 73            |                                                                                      |
| Siegmund Męski                       | Polenklub                                                                                                | Galizien 49          |                                                                                      |
| Jindřich Metelka                     | Böhmischer Klub                                                                                          | Böhmen 4             | am 7. Mai 1909 als Nachfolger von Karel Černohorský angelobt                         |
| Viktor Michl                         | Deutscher Nationalverband (deutschradikale Gruppe)                                                       | Böhmen 93            |                                                                                      |
| Wilhelm Miklas                       | Christlichsoziale Vereinigung                                                                            | Niederösterreich 59  |                                                                                      |
| Franciszek Mleczko                   | Polenklub                                                                                                | Galizien 53          |                                                                                      |
| František Modráček                   | Klub der böhmischen Sozialdemokraten                                                                     | Böhmen 50            |                                                                                      |
| Andreas Moraczewski                  | Klub der polnischen Sozialdemokraten                                                                     | Galizien 28          |                                                                                      |
| Franz Morsey                         | Christlichsoziale Vereinigung                                                                            | Steiermark 19        |                                                                                      |
| Stefan Moysa-Rosochacki              | Polenklub                                                                                                | Galizien 32          |                                                                                      |
| Vinzenz Muchitsch                    | Klub der deutschen Sozialdemokraten                                                                      | Steiermark 6         |                                                                                      |
| Albert Mühlwerth                     | Deutscher Nationalverband (deutschradikale Gruppe)                                                       | Böhmen 90            |                                                                                      |
| Rudolf Müller                        | Klub der deutschen Sozialdemokraten                                                                      | Schlesien 7          | ab 1908 für August Kaiser                                                            |
| Josef Myslivec                       | Böhmischer katholisch-nationaler Klub                                                                    | Böhmen 61            |                                                                                      |
| Václav Myslivec                      | Böhmischer katholisch-nationaler Klub                                                                    | Böhmen 65            |                                                                                      |
| Josef Nagele                         | Deutscher Nationalverband (Gruppe der deutschen Agrarpartei)                                             | Kärnten 4            |                                                                                      |
| Jan Náprstek                         | Klub der böhmischen Agrarier                                                                             | Böhmen 68            |                                                                                      |
| Antonín Němec                        | Klub der böhmischen Sozialdemokraten                                                                     | Böhmen 7             |                                                                                      |
| Josef Neumann                        | Böhmischer Klub                                                                                          | Böhmen 8             |                                                                                      |
| Josef Neumayer                       | Christlichsoziale Vereinigung                                                                            | Niederösterreich 23  | am 24. November 1910 für Karl Lueger angelobt                                        |
| Karl Niedrist                        | Christlichsoziale Vereinigung                                                                            | Tirol 9              |                                                                                      |
| Wilhelm Niessner                     | Klub der deutschen Sozialdemokraten                                                                      | Mähren (deutsch) 9   |                                                                                      |
| Friedrich Nitsche                    | Deutscher Nationalverband                                                                                | Böhmen 94            |                                                                                      |
| Heinrich Oberleithner                | Deutscher Nationalverband                                                                                | Schlesien 2          |                                                                                      |
| Julius Ofner                         | fraktionslos                                                                                             | Niederösterreich 5   |                                                                                      |
| František Okleštěk                   | Klub der böhmischen Agrarier                                                                             | Mähren (böhmisch) 20 |                                                                                      |
| Teofil Okunewskij                    | Ruthenenklub                                                                                             | Galizien 58          |                                                                                      |
| Eugen Oleśnickyj                     | Ruthenenklub                                                                                             | Galizien 57          |                                                                                      |
| Giovanni Oliva                       | Gruppe der italienischen Sozialdemokraten                                                                | Triest 4             |                                                                                      |
| Michał Józef Olszewski               | Polenklub                                                                                                | Galizien 42          |                                                                                      |
| Aurel Onciul                         | Rumänenklub                                                                                              | Bukowina 14          |                                                                                      |
| Stephan Onyszkewycz                  | Ruthenenklub                                                                                             | Galizien 53          |                                                                                      |
| Jacko Ostapczuk                      | Vertretung der ruthenisch-ukrainischen Sozialdemokraten                                                  | Galizien 68          |                                                                                      |
| Johann Pabst                         | Christlichsoziale Vereinigung                                                                            | Niederösterreich 15  |                                                                                      |
| Bedřich Pacák                        | Böhmischer Klub                                                                                          | Böhmen 27            |                                                                                      |
| Raphael Pacher                       | Deutscher Nationalverband (deutschradikale Gruppe)                                                       | Böhmen 86            |                                                                                      |
| Jindřich Padour                      | Klub der böhmischen Agrarier                                                                             | Böhmen 62            |                                                                                      |
| Antoni Paduch                        | fraktionslos, früher Polenklub                                                                           | Galizien 46          |                                                                                      |
| Silvio Pagnini                       | Klub der italienischen Sozialdemokraten                                                                  | Triest 3             | Mandatsniederlegung am 18. Juin 1909                                                 |
| Franz Palme                          | Klub der deutschen Sozialdemokraten                                                                      | Böhmen 116           |                                                                                      |
| Giovanni Battista Paniza             | Italienische Volkspartei                                                                                 | Tirol 20             |                                                                                      |
| Ferdinand Pantz                      | Christlichsoziale Vereinigung                                                                            | Steiermark 14        |                                                                                      |
| Bonsilio Paolazzi                    | Italienische Volkspartei                                                                                 | Tirol 22             |                                                                                      |
| Leo Pastor                           | Polenklub                                                                                                | Galizien 24          |                                                                                      |
| Robert Pattai                        | Christlichsoziale Vereinigung                                                                            | Niederösterreich 13  | Präsident                                                                            |
| Rudolf Paulik                        | Deutscher Nationalverband (Gruppe der deutschen Agrarpartei)                                             | Böhmen 124           | am 21. März 1911 für Wenzel Grössl angelobt                                          |
| Anton Pawluszkiewicz                 | ohne Klubzugehörigkeit                                                                                   | Galizien 38          | 1908 verstorben                                                                      |
| Julius Perathoner                    | Deutscher Nationalverband                                                                                | Tirol 5              |                                                                                      |
| Anton Pergelt                        | Deutschfortschrittliche Vereinigung                                                                      | Böhmen 98            | am 8. Oktober 1910 verstorben                                                        |
| Josip Vergilij Perić                 | Slowenischer Klub (Kroatischer Klub)                                                                     | Dalmatien 7          |                                                                                      |
| Engelbert Pernerstorfer              | Klub der deutschen Sozialdemokraten                                                                      | Niederösterreich 40  | Vizepräsident                                                                        |
| Josef Perwein                        | Christlichsoziale Vereinigung                                                                            | Salzburg 6           |                                                                                      |
| Ignacy Leonard Petelenz              | Polenklub                                                                                                | Galizien 11          |                                                                                      |
| Eugen Petruszewycz                   | Ruthenenklub                                                                                             | Galizien 65          |                                                                                      |
| Mychajlo Petryckyj                   | Ruthenenklub                                                                                             | Galizien 70          |                                                                                      |
| Heinrich Pichler                     | Christlichsoziale Vereinigung                                                                            | Oberösterreich 20    |                                                                                      |
| Hierotheus Pihuliak                  | Klub der Bukowinaer Ruthenen                                                                             | Bukowina 8           |                                                                                      |
| Luděk Pik                            | Klub der böhmischen Sozialdemokraten                                                                     | Böhmen 53            |                                                                                      |
| Rudolf Pillich                       | Böhmischer katholisch-nationaler Klub                                                                    | Mähren (böhmisch) 23 |                                                                                      |
| Alois Pirker                         | Deutscher Nationalverband (Gruppe der deutschen Agrarpartei)                                             | Kärnten 6            |                                                                                      |
| Franc Pišek                          | Slowenischer Klub                                                                                        | Steiermark 25        |                                                                                      |
| Giorgio Pitacco                      | Klub der liberalen Italiener                                                                             | Triest 3             | am 24. November 1909 für Silvio Pagnini angelobt                                     |
| Valentino Pittoni                    | Gruppe der italienischen Sozialdemokraten                                                                | Triest 1             |                                                                                      |
| Friedrich Ploj                       | Verband der Südslawen                                                                                    | Steiermark 26        |                                                                                      |
| Jožef Pogačnik                       | Slowenischer Klub                                                                                        | Krain 3              |                                                                                      |
| Josef Pongratz                       | Klub der deutschen Sozialdemokraten                                                                      | Steiermark 3         |                                                                                      |
| Čeněk Pospíšil                       | Klub der böhmischen Sozialdemokraten                                                                     | Schlesien 12         |                                                                                      |
| Stanisław Potoczek                   | Polenklub                                                                                                | Galizien 48          |                                                                                      |
| Franc Povše                          | Slowenischer Klub                                                                                        | Krain 8              |                                                                                      |
| Heinrich Prade                       | Deutscher Nationalverband                                                                                | Böhmen 76            |                                                                                      |
| Karel Prášek                         | Klub der böhmischen Agrarier                                                                             | Böhmen 47            |                                                                                      |
| Otakar Pražák                        | Böhmischer Klub                                                                                          | Mähren (böhmisch) 30 |                                                                                      |
| Robert Primavesi                     | Deutscher Nationalverband                                                                                | Mähren (deutsch) 3   |                                                                                      |
| Franz Prisching                      | Christlichsoziale Vereinigung                                                                            | Steiermark 13        |                                                                                      |
| Julius Prochazka                     | Christlichsoziale Vereinigung                                                                            | Niederösterreich 7   |                                                                                      |
| Ivo Prodan                           | Slowenischer Klub (Kroatischer Klub)                                                                     | Dalmatien 1          |                                                                                      |
| Jan Prokeš                           | Klub der böhmischen Sozialdemokraten                                                                     | Mähren (böhmisch) 3  |                                                                                      |
| Josef Prokop                         | Böhmischer katholisch-nationaler Klub                                                                    | Böhmen 63            |                                                                                      |
| Józef Ptaś                           | Polenklub                                                                                                | Galizien 39          |                                                                                      |
| Jan Rataj                            | Klub der böhmischen Agrarier                                                                             | Böhmen 67            |                                                                                      |
| Josef Redlich                        | Deutscher Nationalverband                                                                                | Mähren (deutsch) 5   |                                                                                      |
| Tadeusz Reger                        | Klub der polnischen Sozialdemokraten                                                                     | Schlesien 15         | Mandatsniederlegung am 16. Oktober 1907                                              |
| František Reichstädter               | Böhmischer Klub (Hospitant)                                                                              | Mähren (böhmisch) 22 |                                                                                      |
| Adolf Reitzner                       | Klub der deutschen Sozialdemokraten                                                                      | Böhmen 79            |                                                                                      |
| Antonín Remeš                        | Klub der böhmischen Sozialdemokraten                                                                     | Böhmen 70            |                                                                                      |
| Karl Renner                          | Klub der deutschen Sozialdemokraten                                                                      | Niederösterreich 42  |                                                                                      |
| Hans Resel                           | Klub der deutschen Sozialdemokraten                                                                      | Steiermark 9         |                                                                                      |
| Jakob Reumann                        | Klub der deutschen Sozialdemokraten                                                                      | Niederösterreich 19  |                                                                                      |
| Eduard Rieger                        | Klub der deutschen Sozialdemokraten                                                                      | Böhmen 108           |                                                                                      |
| Franz Rienößl                        | Christlichsoziale Vereinigung                                                                            | Niederösterreich 10  |                                                                                      |
| Arnold Riese                         | Klub der deutschen Sozialdemokraten                                                                      | Kärnten 8            |                                                                                      |
| Ludovico Rizzi                       | Klub der liberalen Italiener                                                                             | Istrien 3            |                                                                                      |
| Franz Roblek                         | Verband der Südslawen                                                                                    | Steiermark 27        |                                                                                      |
| Julius Roller                        | Deutscher Nationalverband                                                                                | Böhmen 96            |                                                                                      |
| Karel Rolsberg                       | Klub der böhmischen Agrarier                                                                             | Schlesien 11         |                                                                                      |
| Juljan Romanczúk                     | Ruthenenklub                                                                                             | Galizien 55          |                                                                                      |
| Ivan Roškar                          | Slowenischer Klub                                                                                        | Steiermark 24        |                                                                                      |
| Gustav Roszkowski                    | Polenklub                                                                                                | Galizien 1           |                                                                                      |
| Jan Rozkošný                         | Klub der böhmischen Agrarier                                                                             | Mähren (böhmisch) 13 |                                                                                      |
| Adam Ruebenbauer                     | Polenklub                                                                                                | Galizien 41          |                                                                                      |
| Ottokar Rybář                        | Verband der Südslawen                                                                                    | Triest 5             |                                                                                      |
| Jaroslav Rychtera                    | Klub der böhmischen Agrarier                                                                             | Böhmen 46            |                                                                                      |
| Kasimir Rzeszódko                    | Polenklub                                                                                                | Galizien 39          |                                                                                      |
| František Šabata                     | Böhmischer katholisch-nationaler Klub                                                                    | Böhmen 60            |                                                                                      |
| Karel Sáblík                         | Klub der böhmischen Agrarier                                                                             | Mähren (böhmisch) 25 |                                                                                      |
| Antonín Šachl                        | Böhmischer katholisch-nationaler Klub                                                                    | Böhmen 75            |                                                                                      |
| Raimondo Scabar                      | Gruppe der italienischen Sozialdemokraten                                                                | Triest 2             |                                                                                      |
| Georg Schachinger                    | Christlichsoziale Vereinigung                                                                            | Oberösterreich 7     |                                                                                      |
| Karl Schachinger                     | Christlichsoziale Vereinigung                                                                            | Oberösterreich 12    |                                                                                      |
| Anton Schäfer                        | Klub der deutschen Sozialdemokraten                                                                      | Böhmen 103           |                                                                                      |
| Josef Scheicher                      | Christlichsoziale Vereinigung                                                                            | Niederösterreich 44  |                                                                                      |
| Adolf Schilder                       | Deutscher Nationalverband (Gruppe der deutschen Agrarpartei)                                             | Schlesien 9          |                                                                                      |
| Josef Schlegel                       | Christlichsoziale Vereinigung                                                                            | Oberösterreich 15    |                                                                                      |
| Hieronymus Schlossnikel              | Klub der deutschen Sozialdemokraten                                                                      | Mähren (deutsch) 15  |                                                                                      |
| Heinrich Schmied                     | Christlichsoziale Vereinigung                                                                            | Niederösterreich 9   |                                                                                      |
| Alfred Schmied                       | Christlichsoziale Vereinigung                                                                            | Niederösterreich 41  |                                                                                      |
| Michael Schoiswohl                   | Christlichsoziale Vereinigung                                                                            | Steiermark 12        |                                                                                      |
| Ämilian Schöpfer                     | Christlichsoziale Vereinigung                                                                            | Tirol 17             |                                                                                      |
| Josef Schraffl                       | Christlichsoziale Vereinigung                                                                            | Tirol 18             |                                                                                      |
| Anton Schrammel                      | Klub der deutschen Sozialdemokraten                                                                      | Böhmen 81            |                                                                                      |
| Gustav Schreiner                     | Deutscher Nationalverband (Gruppe der deutschen Agrarpartei)                                             | Böhmen 105           |                                                                                      |
| Franz Schuhmeier                     | Klub der deutschen Sozialdemokraten                                                                      | Niederösterreich 26  |                                                                                      |
| Alois Schweiger                      | Christlichsoziale Vereinigung                                                                            | Steiermark 18        |                                                                                      |
| Anton Seidel                         | Deutscher Nationalverband (Gruppe der deutschen Agrarpartei)                                             | Mähren (deutsch) 14  |                                                                                      |
| Karl Seitz                           | Klub der deutschen Sozialdemokraten                                                                      | Niederösterreich 33  |                                                                                      |
| Josef Seliger                        | Klub der deutschen Sozialdemokraten                                                                      | Böhmen 110           |                                                                                      |
| Elias Semaka                         | Klub der Bukowinaer Ruthenen                                                                             | Bukowina 5           |                                                                                      |
| Georg Serbu                          | Rumänenklub                                                                                              | Bukowina 10          | am 16. Dezember 1910 für Franz Bellegarde angelobt                                   |
| Josef Siegele                        | Christlichsoziale Vereinigung                                                                            | Tirol 12             |                                                                                      |
| Tadeusz Sikorski                     | Polenklub                                                                                                | Galizien 9           |                                                                                      |
| Viktor Silberer                      | Christlichsoziale Vereinigung                                                                            | Niederösterreich 6   |                                                                                      |
| Tomáš Šilinger                       | Böhmischer katholisch-nationaler Klub                                                                    | Mähren (böhmisch) 29 |                                                                                      |
| Theophil Simionovici                 | Rumänenklub                                                                                              | Bukowina 13          |                                                                                      |
| Jan Siwula                           | Polenklub                                                                                                | Galizien 43          |                                                                                      |
| Aleksander Skarbek                   | Polenklub                                                                                                | Galizien 26          | am 20. Oktober 1909 für Adalbert Dzieduszycki angelobt                               |
| Ferdinand Skaret                     | Klub der deutschen Sozialdemokraten                                                                      | Niederösterreich 24  |                                                                                      |
| Arthur Skedl                         | Deutscher Nationalverband                                                                                | Bukowina 3           |                                                                                      |
| František Sláma                      | Vereinigung der böhmischen nationalsozialen, radikalfortschrittlichen und staatsrechtlichen Abgeordneten | Böhmen 11            |                                                                                      |
| František Sláma                      | Böhmischer Klub (Hospitant)                                                                              | Mähren (böhmisch) 1  |                                                                                      |
| Johann Smitka                        | Klub der deutschen Sozialdemokraten                                                                      | Niederösterreich 34  |                                                                                      |
| Josef Smodlaka                       | fraktionslos                                                                                             | Dalmatien 6          | am 24. November 1910 für Frane Bulić angelobt                                        |
| Antonín Smrček                       | Böhmischer Klub (Hospitant)                                                                              | Mähren (böhmisch) 6  |                                                                                      |
| Karel Stanislav Sokol                | Vereinigung der böhmischen nationalsozialen, radikalfortschrittlichen und staatsrechtlichen Abgeordneten | Böhmen 3             | am 24. Februar 1910 für Vladimír Srb angelobt                                        |
| Rudolf Sommer                        | Deutscher Nationalverband (deutschradikale Gruppe)                                                       | Schlesien 1          |                                                                                      |
| František Soukup                     | Klub der böhmischen Sozialdemokraten                                                                     | Böhmen 6             |                                                                                      |
| Martin Soukup                        | Deutscher Nationalverband (Gruppe der deutschen Agrarpartei)                                             | Böhmen 126           |                                                                                      |
| Josef Špaček                         | Klub der böhmischen Agrarier                                                                             | Böhmen 57            |                                                                                      |
| Pietro Spadaro                       | Italienische Volkspartei                                                                                 | Istrien 1            |                                                                                      |
| Nikolaj Spenul                       | Klub der Bukowinaer Ruthenen                                                                             | Bukowina 6           |                                                                                      |
| Julius Spielmann                     | Klub der deutschen Sozialdemokraten                                                                      | Oberösterreich 1     |                                                                                      |
| Erdmann Spies                        | Deutscher Nationalverband (Gruppe der deutschen Agrarpartei)                                             | Böhmen 119           |                                                                                      |
| Vjekoslav Spinčić                    | Verband der Südslawen                                                                                    | Istrien 6            |                                                                                      |
| Jan Šrámek                           | Böhmischer katholisch-nationaler Klub                                                                    | Mähren (böhmisch) 12 |                                                                                      |
| Vladimír Srb                         | | Böhmen 3             | Mandatsniederlegung am 19. Oktober 1909                                              |
| Hynek Srdinko                        | Klub der böhmischen Agrarier                                                                             | Böhmen 45            |                                                                                      |
| Andrzej Średniawski                  | Polenklub                                                                                                | Galizien 37          |                                                                                      |
| Dannlo Stachura                      | Ruthenenklub                                                                                             | Galizien 67          |                                                                                      |
| Wenzel Stahl                         | Deutscher Nationalverband (Gruppe der deutschen Agrarpartei)                                             | Böhmen 123           |                                                                                      |
| Adolf Stand                          | Jüdischer Klub                                                                                           | Galizien 31          |                                                                                      |
| František Staněk                     | Klub der böhmischen Agrarier                                                                             | Mähren (böhmisch) 27 |                                                                                      |
| Valentino Staniszewski               | Polenklub                                                                                                | Galizien 8           |                                                                                      |
| Józef Staniszewski                   | Polenklub                                                                                                | Galizien 43          |                                                                                      |
| Jan Stapiński                        | Polenklub                                                                                                | Galizien 50          |                                                                                      |
| Simon Starck                         | fraktionslos                                                                                             | Böhmen 117           |                                                                                      |
| Tymotej Staruch                      | Ruthenenklub                                                                                             | Galizien 66          |                                                                                      |
| Stanisław Starzyński                 | Polenklub                                                                                                | Galizien 30          | Vizepräsident                                                                        |
| Wassyl Stefanyk                      | Ruthenenklub                                                                                             | Galizien 58          |                                                                                      |
| Leopold Steiner                      | Christlichsoziale Vereinigung                                                                            | Niederösterreich 8   |                                                                                      |
| Otto Steinwender                     | Deutscher Nationalverband (Gruppe der deutschen Agrarpartei)                                             | Kärnten 10           | Vizepräsident                                                                        |
| Adalbert Sternberg                   | Mitglied des einheitlichen böhmischen Klubs                                                              | Böhmen 42            |                                                                                      |
| Josef Stöckler                       | Christlichsoziale Vereinigung                                                                            | Niederösterreich 47  |                                                                                      |
| Stanislaus Stohandel                 | Polenklub                                                                                                | Galizien 35          |                                                                                      |
| Stanisław Stojałowski                | Polenklub                                                                                                | Galizien 41          |                                                                                      |
| Antonín Cyril Stojan                 | Böhmischer katholisch-nationaler Klub                                                                    | Mähren (böhmisch) 16 |                                                                                      |
| Artur Stölzel                        | Deutscher Nationalverband                                                                                | Salzburg 2           |                                                                                      |
| Adolf Stránský                       | Böhmischer Klub (Hospitant)                                                                              | Mähren (böhmisch) 9  |                                                                                      |
| Eduard Stransky von Greifenfels      | Deutscher Nationalverband (deutschradikale Gruppe)                                                       | Böhmen 97            |                                                                                      |
| Benno Straucher                      | Jüdischer Klub                                                                                           | Bukowina 1           |                                                                                      |
| Alojzij Štrekelj                     | Verband der Südslawen                                                                                    | Görz 3               |                                                                                      |
| Franz Stumpf                         | Christlichsoziale Vereinigung                                                                            | Tirol 8              |                                                                                      |
| Josef Sturm                          | Christlichsoziale Vereinigung                                                                            | Niederösterreich 11  |                                                                                      |
| Paul Stwiertnia                      | Polenklub                                                                                                | Galizien 14          |                                                                                      |
| Josef Suhrada                        | Klub der böhmischen Agrarier                                                                             | Böhmen 66            |                                                                                      |
| Fran Šuklje                          | Slowenischer Klub                                                                                        | Krain 11             | Mandatsverzicht am 1. Juli 1910                                                      |
| Ivan Šušteršić                       | Slowenischer Klub                                                                                        | Krain 2              |                                                                                      |
| Antonín Svěcený                      | Klub der böhmischen Sozialdemokraten                                                                     | Böhmen 49            |                                                                                      |
| Josef Švejk                          | Klub der böhmischen Agrarier                                                                             | Böhmen 58            |                                                                                      |
| Karel Šviha                          | Vereinigung der böhmischen nationalsozialen, radikalfortschrittlichen und staatsrechtlichen Abgeordneten | Böhmen 5             | am 30. Juni 1909 als Ersatz für Jan Kaftan angelobt                                  |
| František Svoboda                    | Klub der böhmischen Sozialdemokraten                                                                     | Mähren (böhmisch) 7  |                                                                                      |
| Josef Svozil                         | Böhmischer Klub                                                                                          | Mähren (böhmisch) 21 |                                                                                      |
| Julius Sylvester                     | Deutscher Nationalverband                                                                                | Salzburg 1           |                                                                                      |
| Thomas Szajer                        | Polenklub                                                                                                | Galizien 46          |                                                                                      |
| Andrzej Szponder                     | Polenklub                                                                                                | Galizien 35          |                                                                                      |
| Wilhelm Teltschik                    | Deutscher Nationalverband (Gruppe der deutschen Agrarpartei)                                             | Mähren (deutsch) 13  |                                                                                      |
| Jaroslav Thun und Hohenstein         | Böhmischer katholisch-nationaler Klub                                                                    | Mähren (böhmisch) 14 |                                                                                      |
| Martin Thurnher                      | Christlichsoziale Vereinigung                                                                            | Vorarlberg 4         |                                                                                      |
| Johann Tomaschitz                    | Christlichsoziale Vereinigung                                                                            | Steiermark 16        |                                                                                      |
| František Tomášek                    | Klub der böhmischen Sozialdemokraten                                                                     | Mähren (böhmisch) 19 |                                                                                      |
| Franciszek Tomaszewski               | Polenklub                                                                                                | Galizien 5           |                                                                                      |
| Leopold Tomola                       | Christlichsoziale Vereinigung                                                                            | Niederösterreich 30  |                                                                                      |
| Josef Tomschik                       | Klub der deutschen Sozialdemokraten                                                                      | Niederösterreich 35  |                                                                                      |
| Albino Tonelli                       | Italienische Volkspartei                                                                                 | Tirol 23             |                                                                                      |
| Ante Tresić-Pavičić                  | Verband der Südslawen                                                                                    | Dalmatien 8          |                                                                                      |
| Kyryło Trylowskyj                    | fraktionslos                                                                                             | Galizien 56          |                                                                                      |
| Ludwig Tuller                        | Klub der deutschen Sozialdemokraten                                                                      | Steiermark 7         |                                                                                      |
| Josef Tuppy                          | Klub der deutschen Sozialdemokraten                                                                      | Schlesien 8          |                                                                                      |
| Arnošt Tvarůžek                      | Böhmischer katholisch-nationaler Klub                                                                    | Mähren (böhmisch) 26 |                                                                                      |
| František Udržal                     | Klub der böhmischen Agrarier                                                                             | Böhmen 59            |                                                                                      |
| Peter Unterkircher                   | Christlichsoziale Vereinigung                                                                            | Tirol 11             |                                                                                      |
| Karl Urban                           | Deutscher Nationalverband                                                                                | Böhmen 87            |                                                                                      |
| Dionysio Ussai                       | Klub der liberalen Italiener                                                                             | Görz 1               | am 24. November 1910 für Francesco Marani angelobt                                   |
| František Valoušek                   | Böhmischer katholisch-nationaler Klub                                                                    | Mähren (böhmisch) 15 |                                                                                      |
| Alois Velich                         | Klub der böhmischen Agrarier                                                                             | Böhmen 56            |                                                                                      |
| Karel Verstovšek                     | Slowenischer Klub                                                                                        | Steiermark 30        | am 24. November 1910 für Vinko Ježovnik angelobt                                     |
| Miloš Vojta                          | Klub der böhmischen Agrarier                                                                             | Böhmen 72            |                                                                                      |
| Alois Vrtal                          | Böhmischer Klub                                                                                          | Mähren (böhmisch) 10 |                                                                                      |
| Božidar Vukotić                      | | Dalmatien 11         | am 30. März 1911 (Tag der Auflösung des Abgeordnetenhauses) gewählt und nie angelobt |
| Anton Vuković von Vučyidol           | Verband der Südslawen                                                                                    | Dalmatien 9          |                                                                                      |
| Franz Wagner                         | Deutscher Nationalverband (Gruppe der deutschen Agrarpartei)                                             | Mähren (deutsch) 11  |                                                                                      |
| Franz Wagner                         | Christlichsoziale Vereinigung                                                                            | Steiermark 21        |                                                                                      |
| Konrad Walcher                       | Christlichsoziale Vereinigung                                                                            | Kärnten 5            |                                                                                      |
| Josef Waldl                          | Christlichsoziale Vereinigung                                                                            | Oberösterreich 17    |                                                                                      |
| Viktor Waldner                       | Deutscher Nationalverband (Gruppe der deutschen Agrarpartei)                                             | Kärnten 9            |                                                                                      |
| Nikolaus von Wassilko                | Klub der Bukowinaer Ruthenen                                                                             | Bukowina 9           |                                                                                      |
| Heinrich Wastian                     | Deutscher Nationalverband                                                                                | Steiermark 2         | ab 1909                                                                              |
| Emanuel Weidenhoffer                 | Deutscher Nationalverband                                                                                | Niederösterreich 36  |                                                                                      |
| Anton Weiguny                        | Klub der deutschen Sozialdemokraten                                                                      | Oberösterreich 3     |                                                                                      |
| Richard Weiskirchner                 | Christlichsoziale Vereinigung                                                                            | Niederösterreich 18  |                                                                                      |
| Josef Weiß                           | Christlichsoziale Vereinigung                                                                            | Oberösterreich 22    |                                                                                      |
| Wojciech Wiącek                      | Polenklub                                                                                                | Galizien 45          |                                                                                      |
| Laurenz Widholz                      | Klub der deutschen Sozialdemokraten                                                                      | Niederösterreich 21  |                                                                                      |
| Josef Wille                          | Christlichsoziale Vereinigung                                                                            | Niederösterreich 55  |                                                                                      |
| Leopold Winarsky                     | Klub der deutschen Sozialdemokraten                                                                      | Böhmen 101           |                                                                                      |
| Lev Winter                           | Klub der deutschen Sozialdemokraten                                                                      | Böhmen 9             |                                                                                      |
| Hans Winter                          | Deutscher Nationalverband (Gruppe der deutschen Agrarpartei)                                             | Oberösterreich 6     |                                                                                      |
| Ignaz Withalm                        | Christlichsoziale Vereinigung                                                                            | Niederösterreich 54  | am 16. September 1910 verstorben                                                     |
| Heinrich Wittek                      | Christlichsoziale Vereinigung                                                                            | Niederösterreich 4   |                                                                                      |
| Semen Wityk                          | Vertretung der ruthenisch-ukrainischen Sozialdemokraten                                                  | Galizien 54          |                                                                                      |
| Johann Wohlmeyer                     | Christlichsoziale Vereinigung                                                                            | Niederösterreich 45  |                                                                                      |
| Franciszek Wójcik                    | Polenklub                                                                                                | Galizien 40          |                                                                                      |
| Titus Wojnarowskyi                   | Ruthenenklub                                                                                             | Galizien 56          |                                                                                      |
| Karl Hermann Wolf                    | Deutscher Nationalverband (deutschradikale Gruppe)                                                       | Böhmen 95            |                                                                                      |
| Ludwig Wutschel                      | Klub der deutschen Sozialdemokraten                                                                      | Niederösterreich 22  |                                                                                      |
| Jan Žáček                            | Böhmischer Klub                                                                                          | Mähren (böhmisch) 8  |                                                                                      |
| Adrian Zach                          | Christlichsoziale Vereinigung                                                                            | Niederösterreich 58  |                                                                                      |
| Isidor Zahradník                     | Klub der böhmischen Agrarier                                                                             | Böhmen 55            |                                                                                      |
| Johann Zamorski                      | Polenklub                                                                                                | Galizien 68          |                                                                                      |
| Johann Zarański                      | Polenklub                                                                                                | Galizien 54          |                                                                                      |
| Milo Záruba                          | Böhmischer katholisch-nationaler Klub                                                                    | Böhmen 74            |                                                                                      |
| Josef Zaunegger                      | Christlichsoziale Vereinigung                                                                            | Oberösterreich 5     |                                                                                      |
| Antonín Zázvorka                     | Klub der böhmischen Agrarier                                                                             | Böhmen 41            | Vizepräsident                                                                        |
| Ernst Zeiner                         | Christlichsoziale Vereinigung                                                                            | Niederösterreich 39  |                                                                                      |
| František Žemlička                   | Vereinigung der böhmischen nationalsozialen, radikalfortschrittlichen und staatsrechtlichen Abgeordneten | Böhmen 29            |                                                                                      |
| Edmund Zieleniewski                  | Polenklub                                                                                                | Galizien 10          |                                                                                      |
| Ignacij Žitnik                       | Slowenischer Klub                                                                                        | Krain 7              |                                                                                      |
| Theodor Zuleger                      | Deutscher Nationalverband (Gruppe der deutschen Agrarpartei)                                             | Böhmen 114           |                                                                                      |
| Michał Żyguliński                    | Polenklub                                                                                                | Galizien 42          |                                                                                      |